# Distretto di Ūzynköl
Il distretto di Ūzynköl (in kazako: Ұзынкөл ауданы) è un distretto (audan) del Kazakistan con  capoluogo Ūzynköl.
Situato nel nord-est della zona.